# Hemudu (köpinghuvudort i Kina, Zhejiang Sheng, lat 29,99, long 121,31)
Hemudu (kinesiska: 河姆渡, 河姆渡镇) är en köpinghuvudort i Kina. Den ligger i provinsen Zhejiang, i den östra delen av landet, omkring 110 kilometer öster om provinshuvudstaden Hangzhou. Antalet invånare är 25 775. Befolkningen består av 12 512 kvinnor och 13 263 män. Barn under 15 år utgör 12,0 %, vuxna 15-64 år 77 %, och äldre över 65 år 9,0 %.
Runt Hemudu är det tätbefolkat, med 636 invånare per kvadratkilometer. Närmaste större samhälle är Yuyao, 17,1 km väster om Hemudu. Trakten runt Hemudu består till största delen av jordbruksmark.
Genomsnittlig årsnederbörd är 1 996 millimeter. Den regnigaste månaden är juni, med i genomsnitt 338 mm nederbörd, och den torraste är januari, med 70 mm nederbörd.